# 1. сарајевска механизована бригада
Прва сарајевска механизована бригада је била механизована јединица Војске Републике Српске, у саставу Сарајевско-романијског корпуса. Према прелиминарним процјенама, бригада је у рату изгубила чак 608 бораца. Зона одговорности бригаде је била територија општине Српско Ново Сарајево. Команда бригаде се налазила у касарни Славиша Вајнер Чича, у насељу Лукавица. Та иста касарна је после ратних сукоба примила велики број избјеглог становништва, иако је пар мјесеци раније бомбардована од стране НАТО-а.

## Историја
1. сарајевска механизована бригада, је формирана на територији Српске општине Ново Сарајево, на самом почетку рата, и узела је велику улогу у одбрани како општине Српско Ново Сарајево, тако и самих граница Српског Сарајева. 19. маја 1992. године генерал Ратко Младић је у Спомен парку Враца извршио смотру два батаљона самоорганизованог народа општине Ново Сарајево, а дан касније је и формирана 1. сарајевска механизована бригада. Бригада је током ратних дејстава изгубила 608 бораца, док је више од 1.200 рањено.

## Дан бригаде
Сваке године, општина Источно Ново Сарајево, 20. маја код Централног крста Војничког гробља на Врацама, заједно са општинском борачком организацијом, обиљежава дан 1. сарајевске механизоване бригаде, када се низом манифестација одаје почаст палим борцима ове бригаде, и борцима других јединица погинулим на линијама одбране Српског Новог Сарајева и подсјећа на славни ратни пут 1. сарајевске механизоване бригаде и бораца Српског Новог Сарајева.